# Вяльцев, Фёдор Иванович
Вяльцев Федор Иванович (15 февраля 1922, село Мордово, Тамбовская губерния — 21 августа 1977, Липецк) — советский военный. Участник Великой Отечественной войны. Герой Советского Союза (1943). Лейтенант (31.10.1949).

## Биография
Родился 15 февраля 1922 года в селе Мордово Усманского уезда Тамбовской губернии РСФСР (ныне посёлок городского типа, административный центр Мордовского района Тамбовской области Российской Федерации) в семье крестьянина. Русский. Окончил 5 классов. Перед войной работал столяром в городе Химки Московской области.
В сентябре 1941 года был призван в Красную Армию. Службу проходил на Тихоокеанском флоте. Летом 1942 года матрос Вяльцев в числе первых посланцев Тихоокеанского флота прибыл на фронт. Боевой путь под Сталинградом начал разведчиком в отдельной бригаде, сформированной в основном из тихоокеанцев. Зимой 1942—1943 года на лыжах совершал смелые рейды по тылам врага. Летом 1943 года в должности связного 3-го стрелкового батальона 1031-го стрелкового полка 280-й стрелковой дивизии участвовал в сражении на Курской дуге. За отличие в боях награждён медалью «За отвагу».
В ходе дальнейших боёв стал артиллеристом, назначен командиром орудия артиллерийской батареи 1031-го стрелкового полка (280-я стрелковая дивизия, 60-я армия, Центральный фронт). В ночь на 25 сентября 1943 года переправил своё орудие через Днепр в районе села Окуниново (Козелецкий район Черниговской области), сражался на плацдарме в составе расчёта, который подбил танк, уничтожил 3 пулемёта, миномёт и два взвода гитлеровцев.
Указом Президиума Верховного Совета СССР от 17 октября 1943 года за мужество и героизм, проявленные при форсировании Днепра и удержании плацдарма на правом берегу, сержанту Вяльцеву Фёдору Ивановичу присвоено звание Героя Советского Союза с вручением ордена Ленина (№ 13636) и медали «Золотая Звезда» (№ 1895).
За время войны был дважды ранен и один раз контужен (осколочное ранение в шею и спину, контузия 17.07.1943 г. в районе Курской дуги, ранение 28.12.1943 г. в боях в районе Житомира).
В 1945 году после окончания Пензенского артиллерийского училища ему было присвоено воинское звание «младший лейтенант». С 1945 по 1946 год служил в составе советской военной администрации в Германии. Потом был переведён в город Козельск. С 1946 года — в запасе.
После окончания военной службы жил в Москве, затем в Липецке. Работал столяром на Липецком металлургическом заводе.
Умер 21 августа 1977 года. Похоронен в пгт. Мордово.

## Награды
- Медаль «Золотая Звезда» (17.10.1943).
- Орден Ленина (17.10.1943).
- Медали, в том числе:

медаль «За отвагу» (24.08.1943).